# سلالة سمه
كانت سلالة سمه سلالة سندية من العصور الوسطى حكمت سلطنة السند منذ عام 1351 قبل أن تأخذ مكانها سلالة أرغون في عام 1524. تركت سلالة سمه بصماتها في السند من خلال الهياكل بما في ذلك مدينة جنائزية وإتاوات في تتا.

## البدايات
وفقًا لجج نامه، ضمت قبيلة زط لوهانا سمه. تقول سارة أنصاري إن كلًا من سمه وسومرا كانتا من قبائل راجبوت عند اعتناقهما الإسلام. كان رؤسائهم من أتباع القديسين الصوفيين السهرورديين وقاعدتهم في أوتش ومولتان. يذكر فيريشتا مجموعتين من الزاميندار في السند، وهما سومرا وسمه.
المعلومات حول السنوات الأولى لسلالة سمه سطحية للغاية. كانت القبائل مثل سمه تعتبر تقسيمًا فرعيًا للزط أو مساوية للزط عندما وصل المسلمون لأول مرة إلى السند، ومن المعروف من ابن بطوطة أنه في عام 1333 كانت السمه في حالة تمرد، بقيادة مؤسس السلالة، جام تماشي أونار. أطاحت عائلة سمه بعائلة سومرا بعد فترة وجيزة من عام 1335، ولجأ آخر حكام سومرا إلى حاكم ولاية كجرات، تحت حماية محمد تغلق، سلطان دلهي. اسكتشف محمد بن تغلق في رحلة ضد السند عام 1351 وتوفي في سوندا، ربما في محاولة لاستعادة سومرا. بهذا أصبحت عائلة سمه مستقلة. هاجم السلطان التالي فيروز شاه تغلق السند في عامي 1365 و1367، دون جدوى، ولكن بتعزيزات من دلهي حصل في وقت لاحق على استسلام بانبينيو. تغلبت أسرة سمه على أسرة سومرا وحكمت السند خلال الفترة منذ 1365 وحتى 1521. في ذلك الوقت تقريبًا، عاد مجتمع السندي سوارانكار من كوتش إلى مدنهم الأصلية في السند، واستقر بعضهم في أرض فارغة على ضفاف نهر سيندهو بالقرب من دادو في السند. بحلول نهاية عام 1500، عاد مجتمع السندي سوارانكار بأكمله تقريبًا إلى السند. تمثل هذه الفترة بداية الفكر والتعاليم الصوفية في السند.
لفترة من الوقت، خضعت عائلة سمه لدلهي مرة أخرى. لاحقًا، مع انهيار سلطنة دلهي، أصبحوا مستقلين تمامًا. خلال معظم فترة حكم سمه، ارتبطت السند سياسيًا واقتصاديًا بسلطنة كجرات، مع فترات من الاحتكاك بين الحين والآخر. تُظهر العملات المعدنية التي صكتها سلالة سمه ألقاب «سلطان» و«شاه» بالإضافة إلى «جام»، وهم حكام الجاديجا في ولاية كجرات الغربية وهم أيضًا جزء من قبيلة سمه وينحدرون مباشرة من جام أونار، أول سلطان من سمه في السند. مسلمو السند هم سمه من السند. حتى تشوداساما راجبوت في ولاية كجرات هم أيضًا جزء من قبيلة سمه، الذين ما يزالون هندوسًا، وينتشرون في منطقة جوناغاد ومنطقة بهال في ولاية كجرات.

## نبذة تاريخية
أخذت سلالة سمه لقب «جام»، وهو ما يعادل «الملك» أو «السلطان»، لأنهم زعموا أنهم ينحدرون من جمشيد. المصادر الرئيسية للمعلومات عن أسرة سمه هي نظام الدين، وأبو الفضل، وفريشته، ومير معصوم، وكلها تفتقر إلى التفاصيل، ومعلوماتها متضاربة. قدم كتاب تاريخ سلطنة دلهي بقلم إم. إتش. سيد إعادة بناء معقولة للتسلسل الزمني.

### جام أُنر
جام أُنر هو مؤسس سلالة سمه التي ذكرها ابن بطوطة، الرحالة الشهير من شمال إفريقيا (زار ابن بطوطة السند سنة 1333، وشاهد تمرد سمه ضد حكومة دلهي). جام أُنر، هزم زعيم سمه، مستفيدًا من العلاقة المتوترة بين سومرا وسلطنة دلهي، آخر حاكم سومرا، ابن دودو، وأنشأ حكم سمه. 

### جام صلاح الدين
جام صلاح الدين بن جام تماجي خليفة والده جام تماجي. أخمد الثورات في بعض أجزاء البلاد بإرسال قوات في تلك الوجهات ومعاقبة زعماء العصابات. هربت بعض هذه الجماعات الجامحة إلى كاش، حيث لاحقهم صلاح الدين، وفي كل معركة وقعت هزمهم وأخضعهم في النهاية. توفي بعد حكم دام 11 سنة.

### جام علي شير
حكم جام علي شير بن جام تماجي البلاد بحذر شديد. تآمر أبناء تماجي الآخرون سكندر وكارن، وفتح خان ابن سكندر، الذي كان سبب الخراب على آخر جام، ضد جام علي شير. لذلك كانوا يبحثون عن فرصة للانقضاض عليه بينما كان بالخارج يستمتع بضوء القمر كالمعتاد. قضوا وقتهم في الغابات القريبة من المدينة. في إحدى ليالي الجمعة، في الثالث عشر من الشهر القمري، أخذوا معهم مجموعة من السفاحين، وبسيوفهم المجردة هاجموا جام أليشر أثناء عودته للمنزل بعد خروجه في قارب للاستمتاع بضوء القمر على سطح النهر الهادئ. لقد قتلوه، وهربوا متلبسين إلى المدينة، ولم يقدر الناس على أي مساعدة سوى وضع أحدهم، كَرن، على العرش الشاغر. استمر حكم جام علي شير سبع سنوات.

### جام فتح خان بن جام سكندر
خلف جام كَرن ابن أخيه جام فتح خان بن سكندر. حكم بهدوء لبعض الوقت واستجاب للناس عمومًا.
في هذا الوقت تقريبًا، جاء ميرزا بِير محمد، أحد أحفاد أمير تيمور، إلى ملتان وفتح تلك المدينة وأوتش. أثناء إقامته هناك لفترة طويلة، ماتت معظم الخيول التي كانت معه بسبب المرض واضطر فرسانه إلى التحرك كجنود مشاة. وعندما سمع الأمير تيمور بذلك، أرسل 30 ألف حصان من إسطبلاته إلى حفيده لتمكينه من توسيع فتوحاته. بعد تجهيزه بهذه الطريقة، هاجم بير محمد أفراد الزاميندار الذين هددوا بإيذائه ودمروا ممتلكاتهم المنزلية. ثم أرسل رسولًا إلى باخر يدعو كبار المكان ليأتوا ويسلموا عليه. ذهب شخص واحد فقط لزيارة الميرزا، وهو السيد أبو الغيص، أحد سادة المكان المتدينين. توسط لأهالي بلدته باسم جده الأكبر النبي، وقبل الميرزا شفاعته.
سرعان ما ذهب ميرزا بير محمد إلى دلهي، حيث تولى منصبًا وتوج ملكًا. بقيت ملتان في أيدي لانغاس، والسند في أيدي حكام السمه كما كانت من قبل.

### جام تغلق
كان جام تغلق مولعًا بالصيد وترك إخوته لإدارة شؤون الدولة في سهوان وبخار. في عهده، رفع بعض البلوش مستوى الثورة في ضواحي بكر، لكن جام تغلق سار في اتجاههم وعاقب زعماءهم وحدد بؤرة استيطانية في كل برغنة (بالفارسية: پرگنه) لمنع أي تمرد مستقبلي من هذا النوع. توفي بعد حكم دام 28 سنة.

### جام سكندر
كان جام سكندر بن جام تغلق قاصرًا عندما خلف والده على العرش. تخلص محافظا سيهون وبكر من عبوديتهما واستعدا لاتخاذ خطوات هجومية. اضطر جام سكندر إلى الخروج من تتا إلى بكر. عندما وصل إلى نصربور، أعلن رجل اسمه مبارك، الذي كان مشهورًا بشجاعته في عهد جام الأخير، نفسه ملكًا باسم جام مُبارك. لكن الناس لم يتحالفوا معه، وطردوه في غضون 3 أيام وأرسلوا المعلومات إلى جام سكندر، الذي عقد السلام مع خصومه وسارع إلى تاتا. توفي بعد سنة ونصف.

### جام نظام الدين الأول
بعد وفاة جام صلاح الدين، نصب نبلاء الدولة ابنه جام نظام الدين الأول بن جام صلاح الدين على العرش. حكم جام نظام الدين لبضعة أشهر فقط. كان أول عمل طيب له هو إطلاق سراح أبناء عمومته سكندر وكرن وبهاء الدين وأمر، الذين سُجنوا بناءً على نصيحة الوزراء. وعيّن كل واحد منهم ضابطًا للقيام بالواجبات الإدارية في أماكن مختلفة، بينما بقي هو نفسه في العاصمة، يشرف على العمل الذي يقومون به هم وغيرهم من المسؤولين في مختلف أنحاء البلاد.